# Чанхай
Чанха́й (кит. упр. 长海, пиньинь Chánghǎi) — уезд города субпровинциального значения Далянь (КНР).

## География
Уезд расположен на островах в Жёлтом море, лежащих восточнее Ляодунского полуострова. Всего под юрисдикцией уезда — 142 острова (как обитаемых, так и необитаемых). Общая площадь островов — 119 км², площадь водной поверхности — 7720 км².

## История
Вплоть до окончания Второй мировой войны острова архипелага Чаншань, прилегающий к Ляодунскому полуострову, входил в состав уезда Синьцзинь.
В 1949 году эти острова были выделены в отдельный уезд Чаншань (长山县). Так как оказалось, что уезд с точно таким же названием имеется в провинции Шаньдун, в 1953 году уезд Чаншань был переименован в Чанхай («Чан» — от названия архипелага, а «хай» означает «море»).

## Административно-территориальное деление
Уезд Чанхай делится на 3 волости и 2 посёлка.

## Экономика
Единственная отрасль экономики уезда — рыболовство.